# Ženská basketbalová liga 2025/2026
Ženská basketbalová liga 2025/2026 bude 34. ročník nejvyšší basketbalové soutěže žen v Česku. Zúčastní se jí 10 týmů. 
Oproti minulému roku se soutěže nezúčastní klub LOH 2028 Chomutov, který bude nahrazen klubem Basket Ostrava. Obhájcem titulu z minulé sezóny je ZVVZ USK Praha.
První zápas se odehraje 26. září 2025, základní část bude končit 15. února 2026.

## Seznam týmů
- Basket Ostrava
- DSK Basketball Brandýs
- KARA Trutnov
- KP TANY Brno
- Levhartice Chomutov
- SBŠ Ostrava
- Slovanka
- Sokol Hradec Králové
- ZVVZ USK Praha
- Žabiny Brno

## Základní část
| Pořadí | Tým                    | Zápasy | Výhry | Prohry | Vstřelené koše | Obdržené koše | Rozdíl |
| ------ | ---------------------- | ------ | ----- | ------ | -------------- | ------------- | ------ |
| 1.     | Basket Ostrava         |        |       |        |                |               |        |
| 2.     | DSK Basketball Brandýs |        |       |        |                |               |        |
| 3.     | KARA Trutnov           |        |       |        |                |               |        |
| 4.     | KP TANY Brno           |        |       |        |                |               |        |
| 5.     | Levhartice Chomutov    |        |       |        |                |               |        |
| 6.     | SBŠ Ostrava            |        |       |        |                |               |        |
| 7.     | Slovanka               |        |       |        |                |               |        |
| 8.     | Sokol Hradec Králové   |        |       |        |                |               |        |
| 9.     | ZVVZ USK Praha         |        |       |        |                |               |        |
| 10.    | Žabiny Brno            |        |       |        |                |               |        |

### Související stránky
- Ženská basketbalová liga
- Kooperativa NBL 2025/2026